# 2021 în tenis
Această pagină acoperă toate evenimentele importante din tenis de-a lungul anului 2021. Oferă rezultatele turneelor notabile din 2021, atât în tururile ATP, cât și în WTA, Cupa Davis și Billie Jean King Cup.

## ITF

### Turnee de Grand Slam
| Categorie       | Turneu          | Campion         | Finalist           | Scor                         |
| --------------- | --------------- | --------------- | ------------------ | ---------------------------- |
| Simplu masculin | Australian Open | Novak Djokovic  | Daniil Medvedev    | 7–5, 6–2, 6–2                |
| Simplu masculin | French Open     | Novak Djokovic  | Stefanos Tsitsipas | 6–7(6–8), 2–6, 6–3, 6–2, 6–4 |
| Simplu masculin | Wimbledon       | Novak Djokovic  | Matteo Berrettini  | 6–7(4–7), 6–4, 6–4, 6–3      |
| Simplu masculin | US Open         | Daniil Medvedev | Novak Djokovic     | 6-4, 6-4, 6-4                |

| Categorie      | Turneu          | Campion            | Finalist                 | Scor               |
| -------------- | --------------- | ------------------ | ------------------------ | ------------------ |
| Simplu feminin | Australian Open | Naomi Osaka        | Jennifer Brady           | 6–4, 6–3           |
| Simplu feminin | French Open     | Barbora Krejčíková | Anastasia Pavlyuchenkova | 6–1, 2–6, 6–4      |
| Simplu feminin | Wimbledon       | Ashleigh Barty     | Karolína Plíšková        | 6–3, 6–7(4–7), 6–3 |
| Simplu feminin | US Open         | Emma Răducanu      | Leylah Fernandez         | 6–4, 6–3           |

| Categorie      | Turneu          | Campion                             | Finalist                           | Scor                    |
| -------------- | --------------- | ----------------------------------- | ---------------------------------- | ----------------------- |
| Dublu masculin | Australian Open | Ivan Dodig Filip Polášek            | Rajeev Ram Joe Salisbury           | 6–3, 6–4                |
| Dublu masculin | French Open     | Pierre-Hugues Herbert Nicolas Mahut | Alexander Bublik Andrey Golubev    | 4–6, 7–6(7–1), 6–4      |
| Dublu masculin | Wimbledon       | Nikola Mektić Mate Pavić            | Marcel Granollers Horacio Zeballos | 6–4, 7–6(7–5), 2–6, 7–5 |
| Dublu masculin | US Open         | Rajeev Ram Joe Salisbury            | Jamie Murray Bruno Soares          | 3–6, 6–2, 6–2           |

| Categorie     | Turneu          | Campion                               | Finalist                              | Scor          |
| ------------- | --------------- | ------------------------------------- | ------------------------------------- | ------------- |
| Dublu feminin | Australian Open | Elise Mertens Arina Sabalenka         | Barbora Krejčíková Kateřina Siniaková | 6–2, 6–3      |
| Dublu feminin | French Open     | Barbora Krejčíková Kateřina Siniaková | Bethanie Mattek-Sands Iga Świątek     | 6–4, 6–2      |
| Dublu feminin | Wimbledon       | Hsieh Su-wei Elise Mertens            | Veronika Kudermetova Elena Vesnina    | 3–6, 7–5, 9–7 |
| Dublu feminin | US Open         | Samantha Stosur Zhang Shuai           | Coco Gauff Caty McNally               | 6–3, 3–6, 6–3 |

| Categorie  | Turneu          | Campion                        | Finalist                       | Scor             |
| ---------- | --------------- | ------------------------------ | ------------------------------ | ---------------- |
| Dublu mixt | Australian Open | Barbora Krejčíková Rajeev Ram  | Samantha Stosur Matthew Ebden  | 6–1, 6–4         |
| Dublu mixt | French Open     | Desirae Krawczyk Joe Salisbury | Elena Vesnina Aslan Karatsev   | 2–6, 6–4, [10–5] |
| Dublu mixt | Wimbledon       | Desirae Krawczyk Neal Skupski  | Harriet Dart Joe Salisbury     | 6–2, 7–6(7–1)    |
| Dublu mixt | US Open         | Desirae Krawczyk Joe Salisbury | Giuliana Olmos Marcelo Arévalo | 7–5, 6–2         |

## IOC

### Jocurile Olimpice 2020
- 24 iulie – 1 august 2021: Tenis la Jocurile Olimpice de vară din 2020

| Eveniment        | Categorie       | Aur                                    | Argint                           | Bronz                        | Scor în finală         |
| ---------------- | --------------- | -------------------------------------- | -------------------------------- | ---------------------------- | ---------------------- |
| Tenis la JO 2020 | Simplu masculin | Alexander Zverev                       | Karen Haceanov                   | Pablo Carreño Busta          | 6–3, 6–1               |
| Tenis la JO 2020 | Simplu feminin  | Belinda Bencic                         | Markéta Vondroušová              | Elina Svitolina              | 7–5, 2–6, 6–3          |
| Tenis la JO 2020 | Dublu masculin  | Nikola Mektić Mate Pavić               | Marin Čilić Ivan Dodig           | Marcus Daniell Michael Venus | 6–4, 3–6, [10–6]       |
| Tenis la JO 2020 | Dublu feminin   | Barbora Krejčíková Kateřina Siniaková  | Belinda Bencic Viktorija Golubic | Laura Pigossi Luisa Stefani  | 7–5, 6–1               |
| Tenis la JO 2020 | Dublu mixt      | Anastasia Pavliucenkova Andrei Rubliov | Elena Vesnina Aslan Karațev      | Ashleigh Barty John Peers    | 6–3, 6–7(5–7), [13–11] |